# Мацеёвице (Мазовецкое воеводство)
Мацеёвице (пол. Maciejowice) — село в Польше, в Мазовецком воеводстве в гмине Мацеёвице.
Население — 1,4 тыс. жителей (2005).

## История
Под Мацеёвице 10 октября 1794 года состоялась Битва под Мацеёвицами.
В 1975—1998 годах село относилось к Седлецкому воеводству.